# Avallónë
Avallónë je elfský přístav v Tolkienově fantasy světě, elfské město na Tol Eressëi, přístav Eldar. Založeno bylo elfy z rodu Teleri, kteří milovali pohled na hvězdy, ale kvůli světlu Stromů ve Valinoru je nemohli pozorovat.
Po pádu Númenoru se Avallónë stal přístavem pro ty z elfů, kteří přicházeli ze Středozemě do Valinoru po tzv. Přímé cestě.